# Ferenc Machos
Ferenc Machos (* 30. Juni 1932 in Tatabánya; † 3. Dezember 2006 in Budapest) war ein ungarischer Fußballspieler. Mit der Nationalmannschaft seines Heimatlandes nahm er an der Fußball-Weltmeisterschaft 1954 teil und gewann zwei Jahre zuvor bei den Olympischen Sommerspielen 1952 die Goldmedaille.

## Karriere
Ferenc Machos begann seine fußballerische Laufbahn im Jahre 1950 beim FC Tatabánya in seiner Heimatstadt. Bei dem damals erstklassigen Verein blieb Machos bis ins Jahr 1952, ehe er sich Honvéd Szeged für ein Jahr anschloss. 1954 wechselte er in die Hauptstadt Ungarns zu Honvéd Budapest. Bei dem Verein, wo er unter anderem zusammen spielte mit vielen der Spieler der berühmten ungarischen Goldenen Elf der Fünfzigerjahre wie Ferenc Puskás, Sándor Kocsis oder József Bozsik, gewann er seinen ersten nationalen Titel 1954, als Honvéd in der Nemzeti Bajnokság den ersten Platz mit fünf Punkten Vorsprung vor MTK Budapest belegte. Im Jahr darauf konnte man diesen Titelgewinn wiederholen, diesmal wurde der erste Platz mit vier Punkten vor erneut MTK Budapest belegt. Ein weiterer Meistertitel mit Honvéd blieb Machos verwehrt, da im Zuge der Niederschlagung des Ungarischen Volksaufstandes zum Ende des Jahres 1956 viele der Stars Ungarns in den Westen flohen, darunter Puskás, Zoltán Czibor und Kocsis. Einzig Torhüter Gyula Grosics, László Budai und Bozsik blieben von den Weltstars in Ungarn. Es dauerte bis 1980, ehe Honvéd wieder einen nationalen Meistertitel gewinnen konnte. Der einzige Erfolg neben dem Pokalsieg 1964 in den Jahren nach dem Volksaufstand war der Sieg im Mitropapokal 1959 für Honvéd. Im gleichen Jahr verließ Ferenc Machos den Verein und schloss sich Vasas SC, ebenfalls aus Budapest, an. Dort gewann er bis zu seinem Karriereende 1969 vier Meisterschaften und dreimal den Mitropapokal. Nach 105 Spielen für Vasas Budapest beendete Ferenc Machos 1969 seine aktive Laufbahn und wurde Fußballtrainer.
In der ungarischen Fußballnationalmannschaft kam Ferenc Machos zwischen 1955 und 1963 29 Mal zum Einsatz. Mit der Nationalmannschaft seines Heimatlandes nahm er, ohne zuvor ein Länderspiel absolviert zu haben, an der Fußball-Weltmeisterschaft 1954 in der Schweiz teil. Bei dem Turnier wurde er nicht eingesetzt, während seine Mannschaft, die damals als bestes Nationalteam der Welt galt, bis ins Finale vordrung und dort überraschend gegen Deutschland unterlag. Machos absolvierte sein erstes Länderspiel 1955 und spielte bis 1963 28 weitere Male für Ungarn, nahm allerdings an keiner weiteren Weltmeisterschaft mehr teil.
Nachdem er bereits von 1965 bis 1968 Vasas als Spielertrainer trainiert hatte, wurde er 1969 von der ungarischen Fußballnationalmannschaft als Co-Trainer verpflichtet. Seine Amtszeit als Co-Trainer unter Károly Sós war jedoch weniger erfolgreich und endete mit der verpassten Qualifikation für die Fußball-Weltmeisterschaft 1970 in Mexiko, woraufhin er und auch sein Chef entlassen wurden. Danach coachte er von 1970 bis 1972 erneut die Mannschaft von Vasas Budapest, ehe er sich 1972 zur Ruhe setzte.

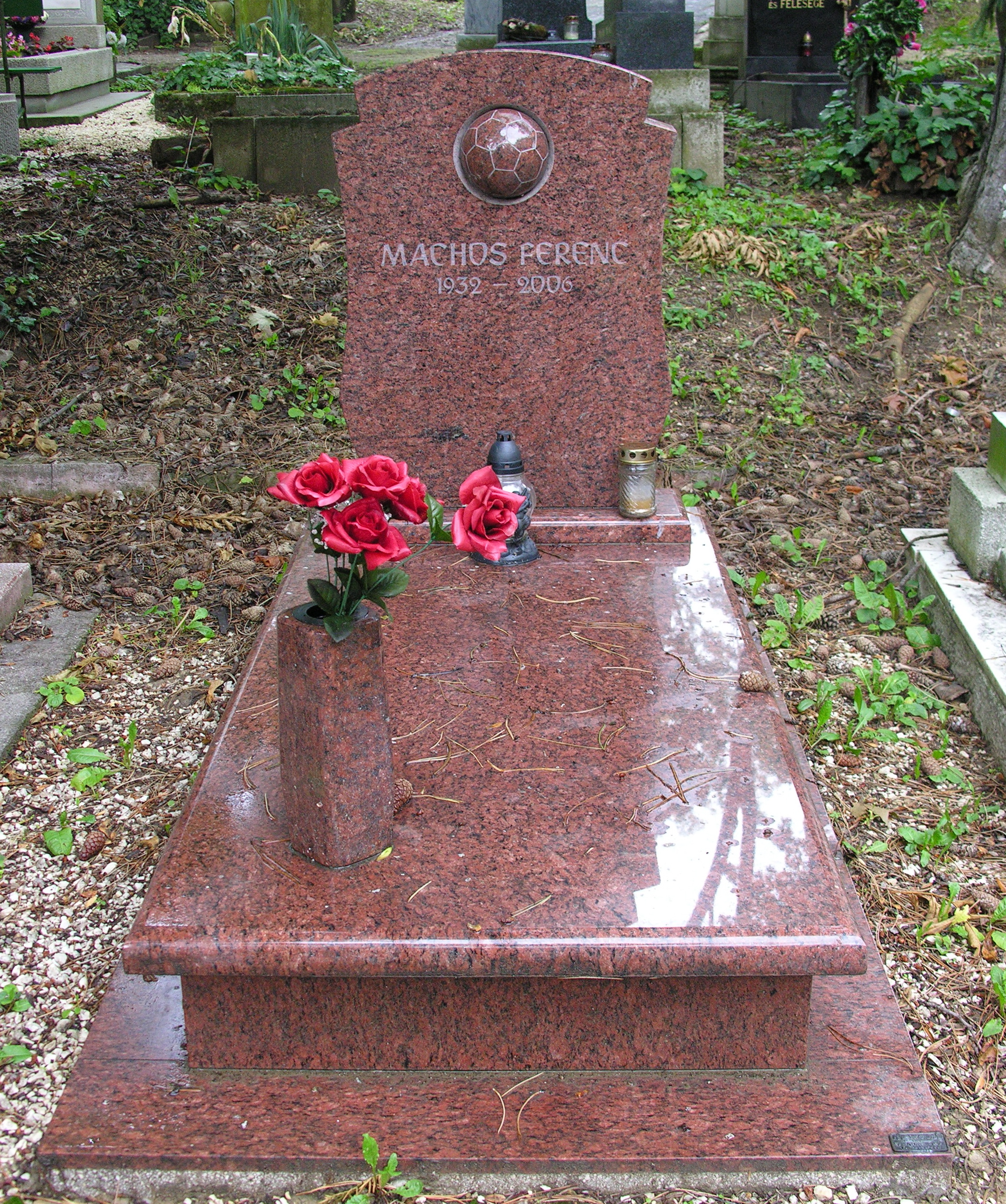
Grabstein von Ferenc Machos (2011)